# Monika Winkler (Politikerin)
Monika Winkler (* 1962 als Monika Grun) ist eine deutsche Politikerin der Alternative für Deutschland (AfD).

## Leben
Winkler arbeitete als Journalistin.
Ab Anfang 2017 leitete sie das Parteibüro der AfD in Harburg. Später war sie Mitarbeiterin des AfD-Bürgerschaftsabgeordneten Harald Feineis. Bei der Bürgerschaftswahl in Hamburg am 23. Februar 2020 stand sie auf Platz 3 der Landesliste. Bei der Wahl erreichte sie 3030 Direktstimmen und wurde über die Landesliste als Abgeordnete in die Hamburgische Bürgerschaft gewählt. Am 5. März 2020 teilte Winkler mit, dass sie ihr Bürgerschaftsmandat aus gesundheitlichen Gründen nicht annehmen werde. Nachrücker ist Thomas Reich auf Listenplatz sechs.
Winkler ist verheiratet und hat vier Kinder.

## Positionen
Ihr Hauptthema ist Familie. Sie will Sexualaufklärung in den Kitas und Grundschulen unterbinden, weil dies Aufgabe der Eltern sei. Zudem solle eine „Anbiederung an Homosexuelle“ beendet werden und die traditionellen Geschlechterrollen gestärkt werden.